# Villa Boileau
Pour les articles homonymes, voir Boileau.
Ne doit pas être confondu avec Hameau Boileau ou Rue Boileau (Paris).
La villa Boileau est une voie du 16e arrondissement de Paris, en France.

## Situation et accès

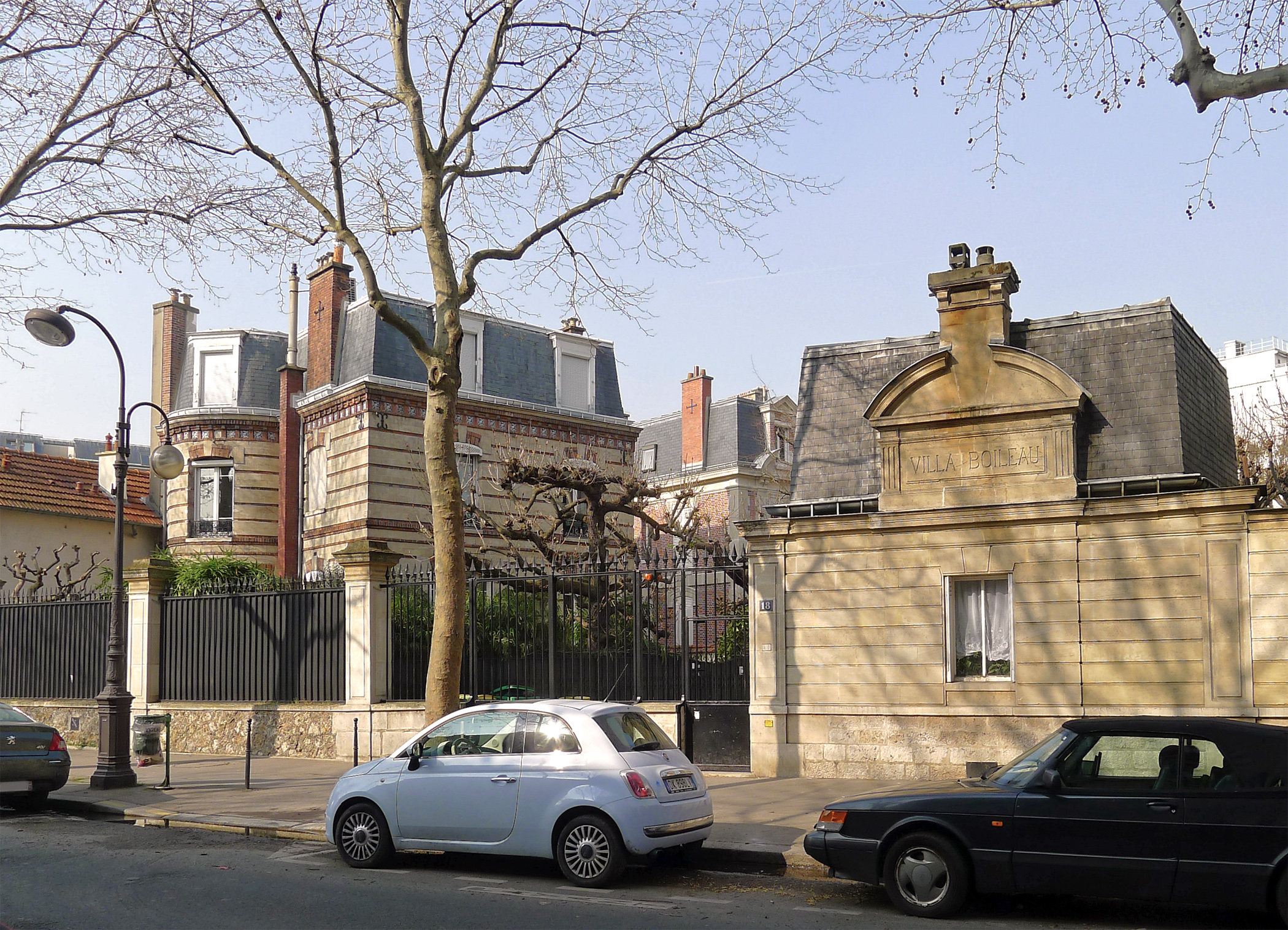
Entrée.

La villa Boileau est une voie privée située dans le 16e arrondissement de Paris. Elle débute au 18, rue Molitor et se termine en impasse.

## Origine du nom
Elle porte ce nom en raison de sa proximité avec la rue éponyme.